# Juan Kruz Igerabide
Juan Kruz Igerabide (Aduna, 24 de març de 1955) és un escriptor guipuscoà que ha publicat moltes obres dirigides al públic infantil i juvenil però la seva marxa literària va començar amb la literatura d'adults. Al principi va publicar un poemari per a adults, titulat Notre-Dameko oihartzunak (1984) al que van seguir Bizitzarekin solasean (1989), Sarean leiho (1994), i Mailu isila (2002) pel qual va rebre el Premi d'Espanya de la Crítica.

## Biografia
Juan Kruz Igerabide va néixer en Aduna (Guipúscoa) en 1956. Va realitzar els seus estudis de Magisteri i durant diversos anys es va dedicar a l'ensenyament en una escola de primària. Posteriorment va obtenir el doctorat en Filologia Basca i va començar a treballar en el departament d'euskara de la Universitat del País Basc com a professor d'euskara en aquesta Universitat. Actualment és Tècnic d'euskara en el Servei d'euskara de la UPV-EHU i director de la Càtedra Mikel Laboa a la mateixa Universitat. L'any 2003 va ser nomenat membre corresponent de l'Acadèmia de la Llengua Basca (Euskaltzaindia).
Encara que la seva incursió en la literatura va ser dirigida al públic adult, va anar en la seva etapa de professor d'ensenyament primari quan va sorgir la seva passió per la literatura infantil i juvenil, gènere en el qual ha destacat amb la publicació d'importants obres.
A més de destacar com a escriptor és destacable la seva faceta d'investigador, sobretot, en el camp de la Literatura infantil, analitzant la poesia. És digna de destacar l'obra Bularretik Mintzora: haurra, ahozkotasuna eta literatura (1993) queanalitza la tradició oral. En aquesta obra es parteix de l'anàlisi dels contes que s'han escoltat en la infància, fent un estudi dels seus orígens, funcions, usos i de la relació que hi ha entre la literatura i el públic infantil. En aquest estudi analitza la influència d'aquests contes infantils en els nens des de diversos aspectes i la funció que hauria de tenir aquesta tradició oral en la societat actual.

## Obres
L'obra de Juan Kruz Igerabide ha estat molt prolífica i molt diversa. Al llarg de diversos anys ha escrit diferents gèneres com a narrativa, poesia, assaig etc. Pel que fa a la literatura infantil i juvenil ha escrit més de trenta llibres.
Les obres de Literatura infantil i juvenil més destacades dels últims anys han estat les següents:
- Gorputz osorako poemak (2005, Aizkorri)
- Ilargia ezpainetan (2006, Erein)
- Pipitaki (2006, Aizkorri)
- ¡Corre Sebastián,corre! (2006, Algar)
- Adio Jonas (2007, Aizkorri)
- Sudurretik txintxilika (2007, Edebe-Giltza)
- Haizearen tunela (2009, Giltza)
- Misterioa argitu arte (2010, Elkar)
- Motoa (2012, Alberdania)
- Eguberria (2012, Nerea)
- Ur: euriaren liburua (2014, Denonartean)
- Ur: el libro de lluvia (2014, Cenlit)
- Satorra hegan (2015, Edebe-Giltza)
- Ur: la gota que no quería caer (2017, Cenlit)

Dins del panorama literari ha buscat nous propostes, com el llibre que va publicar juntament amb la il·lustradora Elena Odriozola titulat Eguberria: 24 ohitura, kantu eta istorio (Nerea, 2012), que és el resultat d'una labor de recopilació i documentació sobre la tradició nadalenca, els mites, la cultura oral i la literatura. De la mateixa manera és destacable el llibre Ur: euriaren liburua (Denonartean, 2014) en el qual reuneix en una caixa de cartró, música, llibre, imatges soltes i jocs.

## Premis
- 1994: Premi de la Crítica per Sarean leiho.
- 1997: Premi Baporea per Gau, gau, gau. Oi zein ituna.
- 1999: Premi Euskadi per Jonas eta hozkailu beldurtia.
- 2003: Premi de la Crítica de Poesia en basc per Mailu isila.
- 2006: Premi Baporea per Kakotxen k herrialdea.
- 2018: Premi Nacional de Literatura Infantil i Juvenil, per Abezedario titirijario ed. basc ; (il. Elena Laura); "Abecedario titiridario" (ed. castellà); Abecedari Pipiridari (ed. català); Abecedario monicredario (ed. gallec)[4]